# 87-я кавалерийская дивизия
87-я кавалерийская дивизия — воинское соединение Вооружённых Сил СССР во Второй мировой войне.

## История дивизии
Формирование дивизии начато в августе 1941 года в Барнауле.
В составе действующей армии во время Великой Отечественной войны с 18 декабря 1941 года по 28 июля 1942 года.
20 ноября 1941 года дивизия через Вологду направлена на Волховский фронт, после разгрузки проследовала 270-километровым маршем в район Большой Вишеры.
Прибыла только к 18 января 1942 года. С 18 по 22 января 1942 года дивизия находилась в резерве фронта в районе Большой Вишеры. 24 января 1942 года 366-я стрелковая дивизия сумела отвоевать Мясной Бор, прорвав вторую полосу обороны противника, и дивизия 26 января 1942 года была введена в прорыв и вступила в бои за Ольховку.
27 января 1942 года дивизия овладела Ольховкой, 28 января 1942 года — Вдицко, уничтожив до 100 солдат и офицеров противника, захватив одно орудие и 7 автомашин. 29 января 1942 года дивизия взяла Новую Деревню, где нанесла удар по тылам 215-й пехотной дивизии, уничтожив до 60 солдат и офицеров противника, взяв в виде трофеев 15 грузовых и 6 легковых автомашин, тягач, 8 мотоциклов, 13 пулемётов, 6 миномётов и боеприпасы.. Дивизия продолжая наступать в направлении на Любань, в ночь на 30 января 1942 года дивизия вместе с 45-м, 46-м, 49-м лыжными батальонами освободила деревни Кривино и Новая, продвигаясь на север, вместе с 53-й стрелковой бригадой и 169-м, 170-м, 171-м лыжными батальонами освободила деревни Тигодский завод и Червино. Но далее, у деревень Крапивно, Ручьи и Червинская Лука наступление дивизии застопорилось, и несмотря на то, что в помощь ей были направлены 57-я стрелковая бригада и 25-я кавалерийская дивизия, сломить противника не удалось.
С 4 февраля 1942 года дивизия сдала свой участок 191-й стрелковой дивизии и, сосредоточившись в районе Подубье, Куболово — Язвинка, начала наступление на станцию Радофинниково в общем направлении к реке Оредеж и станции Тосно. 10 февраля 1942 года дивизия, вместе с полком 25-й кавалерийской дивизии и 59-й стрелковой бригадой овладела деревнями Большим и Малым Еглино, разгромив 183-й и 184-й эстонские лыжные батальоны противника, штаб 478-го резервного пехотного полка и батарею 61-го тяжёлого резервного артдивизиона. В боях уничтожила более 300 солдат и офицеров противника, захватила 3 штабные машины, 10 грузовых, 2 тягача, 200 винтовок, 60000 патронов
С 11 февраля 1942 года дивизия начала наступление в направлении Конечинки — Кудрово, однако безуспешно и с 20 февраля 1942 года перешла к обороне восточнее Конечники — Глебовское болото.
Дивизия вела бои в указанном районе до двадцатых числах марта 1942, после чего была отведена на отдых в район селений Вдицко, Поддубье и Финев Луг.
В мае-июне 1942 года дивизия участвовала в операции по выводу из окружения 2-й ударной армии. На первом этапе операции, 15—18 мая 1942 года дивизия, в составе корпуса, была выведена из окружения. С 1 по 10 июня 1942 года дивизия атаковала извне кольцо окружения. 21 июня 1942 года сведённая в два полка дивизия в пешем строю участвовала в прорыве кольца окружения, и после прорыва, развернувшись на северо-восток, она прикрывает коридор, обеспечивая выход уцелевших частей 2-й ударной армии. В этих боях дивизия понесла большие потери.
28 июля 1942 года остатки дивизии обращены на укомплектование 327-й стрелковой дивизии

## Подчинение
| Дата                 | Фронт (округ)                                              | Армия             | Корпус (группа)           | Примечания |
| -------------------- | ---------------------------------------------------------- | ----------------- | ------------------------- | ---------- |
| 01 января 1942 года  | Волховский фронт                                           | -                 | -                         | -          |
| 01 февраля 1942 года | Волховский фронт                                           | 2-я ударная армия | 13-й кавалерийский корпус | -          |
| 01 марта 1942 года   | Волховский фронт                                           | 2-я ударная армия | 13-й кавалерийский корпус | -          |
| 01 апреля 1942 года  | Волховский фронт                                           | 2-я ударная армия | 13-й кавалерийский корпус | -          |
| 01 мая 1942 года     | Ленинградский фронт (Группа войск Волховского направления) | 2-я ударная армия | 13-й кавалерийский корпус | -          |
| 01 июня 1942 года    | Ленинградский фронт (Волховская группа войск)              | -                 | 13-й кавалерийский корпус | -          |
| 01 июля 1942 года    | Волховский фронт                                           | -                 | 13-й кавалерийский корпус | -          |

## Состав
- 236-й кавалерийский полк
- 241-й кавалерийский полк
- 244-й кавалерийский полк
- 82-й конно-артиллерийский дивизион
- 82-й артиллерийский парк
- 63-й отдельный полуэскадрон связи
- 60-й медико-санитарный эскадрон
- 87-й отдельный эскадрон химической защиты
- 65-й продовольственный транспорт
- 320-й дивизионный ветеринарный лазарет
- 282-я полевая почтовая станция
- 1011-я (1077-я) полевая касса Госбанка

## Командиры
- Трантин, Василий Фомич, полковник, с 21.05.1942 генерал-майор (с 01.09.1941 по 01.06.1942)
- Поляков, Николай Антонович, подполковник (с 06.06.1942 по 15.07.1942)[3]

## Память
- Музей боевой славы в школе № 84 Барнаула.
- В честь дивизии названа улица в городе Барнауле и установлена мемориальная доска